# Karsten Sand Iversen
Karsten Sand Iversen (født 22. februar 1944 i Sønderborg) er en dansk oversætter og forfatter. Han har oversat mange væsentlige bøger fra navnlig tysk og engelsk; men derudover er han også skribent på Litteraturmagasinet Standart. Nogle af artiklerne herfra har han samlet i Skyggebiblioteket.
Om Sand Iversens oversættelse af James Joyces Ulysses i 2014 skrev Mikkel Bruun Zangenberg i Politiken, "at Karsten S. Iversens oversættelse af James Joyces 'bombe' er et sprudlende sprogorgie" 
Blandt de mange forfattere, som Karsten Sand Iversen har oversat til dansk, kan nævnes:
- Ingeborg Bachmann
- Elias Canetti
- Gunnar Ekelöf
- William Faulkner
- Jon Fosse
- James Joyce
- Franz Kafka
- Olof Lagercrantz
- Ursula K. Le Guin
- Herta Müller
- Robert Musil
- Lars Norén
- Caradog Prichard
- Rainer Maria Rilke
- Henry Roth
- Stendhal
- Dylan Thomas

## Hæder
- 1963, Dronning Ingrids Rejsestipendium
- 1989, Dansk Oversætterforbunds Ærespris
- 1995, Statens Kunstfonds hædersydelse
- 2000, Det danske Akademis oversætterpris
- 2013, Søren Gyldendal Studierejselegat

## Reference
1. ↑  Fænomenal gendigtning af 'Ulysses' er vild og vanvittig- Politiken 2014-11-07 (hentet 2016-12-22)